# Berg (Saint-Gall)
Pour les articles homonymes, voir Berg.
Berg est une commune suisse du canton de Saint-Gall, située dans la circonscription électorale de Rorschach.

Vue aérienne de 800 m par Walter Mittelholzer (1923)